# StopFake en español
El sitio web llamado StopFake es un proyecto del grupo de medios ucraniano NGO 'Media Reforms Center'. Fue fundado en marzo de 2014 por profesores y estudiantes ucranianos con el propósito claro de desmentir noticias de Desinformación emitidas y difundidas por la Propaganda rusa de desinformación y tomadas como Noticias falsas o FakeNews.

## Historia
Comenzó como una organización que revisaba hechos y publicaba los resultados en ruso e inglés, pero ha crecido hasta incluir una transmisión televisiva en 30 canales locales, un show semanal de radio y un fuerte público en Redes sociales.
StopFake fue fundado gracias al esfuerzo de voluntarios, pero para 2017 ya contaba con empleados con salario en su equipo. Actualmente fuertemente patrocinado por subvenciones. Ha recibido varios elogios de otros sitios dentro de los medios. En 2014 recibió el premio a los sitios web “BOB”, así como un reconocimiento por parte de la Deutsche Welle y el premio Free Media Pioneer Award entregado por el International Press Institute.
La organización nació y tomó forma según la idea y bosquejo durante una discusión entre el personal docente y el alumnado de la Academia Mohyla en Kyiv.
Margot Gontar, quien en ese entonces era graduada del programa de periodismo en la Academia Mohyla, Oleg Shankovskyi, Ruslan Deynychenko, y Yevhen Fedchenko, quien era profesor de periodismo en tal institución educativa, fueron los cofundadores de la organización en el año 2014.El sitio web StopFake.org salió a luz el 2 de marzo de 2014. Fue fundado poco tiempo después de la Anexión de Crimea por Rusia.
Durante sus primeros cuatro meses de operación, el sitio web de esta organización llegó a un promedio de un millón y medio de visitas al mes. Y en noviembre de 2016 se unió como socio de la cadena "First Draft News".

## Operación
StopFake se opone a la distribución de desinformación por Rusia, enfocándose en la falsa información diseminada en las redes sociales, incluyendo la que utiliza herramientas digitales para ello.

En la actualidad la organización también produce “StopFake News”, un show televisivo cuyo anfitrión es su cofundador Gontar, y en él sólo se desmiente la desinformación rusa bajo el estándar de “Si los verificadores de hechos no pueden probar que una historia publicada o difundida por otros medios noticiosos es falsa, no será presentada en la transmisión semanal”. 
Siguiendo la época en la que los medios transmitían sobre la interferencia rusa en las elecciones presidenciales norteamericanas en 2016, StopFake comenzó a ser visto también internacionalmente. Fue financiado por Crowdfunding, contribuciones de sus lectores, la Fundación Renaissance, la organización “National Endowment for Democracy”, el Instituto Democrático Nacional, la Fundación German Marshall, el Ministerio del Exterior de la República Checa, el Ministro del Exterior del Reino Unido, la Embajada del Reino Unido en Kyiv, y el Fondo Sigrid Rausing. En 2022, la revista “Fortune” dijo que StopFake opera “con un presupuesto de cinta de zapatos”.
StopFake comenzó funcionando gracias a voluntarios, pero en 2017 ya contaba con 26 empleados pagados dentro de su personal. La CBS reportó en febrero de 2022 que había funcionado gracias a voluntarios y también estudiantes de periodismo. Y en abril de ese mismo año, el periódico The Washington Post reportó que contaba con 15 empleados.
En julio de 2020, StopFake firmó un contrato con una empresa nacional de Televisión y Radio para cooperar con ella en la detección y análisis de desinformación. Además es un verificador de hechos para Facebook. Y también es parte de la red internacional de verificación de hechos, cuyo nombre en inglés es “International Fact-Checking Network” que dirige el Instituto Poynter, que fija los estándares editoriales para las organizaciones verificadoras de hechos.

## Ética y normas
El equipo de StopFake fue uno de los primeros en adaptar los principios de verificación de hechos ya existentes para abordar la desinformación y desarrollar resiliencia contra la desinformación a través de lo que llamamos MAD (monitoreo, archivo y desacreditación).
Durante los últimos años, StopFake ha acumulado una gran experiencia, recopilando ejemplos de desinformación rusa, mapeando el ecosistema de distribución de desinformación y su impacto en las audiencias ucranianas.
Nuestra política editorial se basa en principios internacionales de ética profesional en el periodismo, incluido el derecho a la información veraz.
Con el fin de internacionalizar nuestros esfuerzos, 2016 Stopfake.org se unió a First Draft como socio principal. First Draft es una red global de organizaciones de medios que colaboran para mejorar la calidad del periodismo en línea.

## Recepción
Olga Yurkova, fundadora y editora de StopFake, fue incuida en el listado “New Europe 100” del año 2016, seleccionado por el Financial Times, Google, Res Publica y El grupo Visegrád. En él se reconoce a las personas más brillantes y mejores de Europa oriental. Además de ello, la página StopFake ganó el premio de “Mejor Proyecto en ruso” por la Deutsche Welle en 2014, llamado también “Premio BOB”.
El periódico “The New York Times” escribió en 2017 que “StopFake es altamente respetado dentro de los círculos periodísticos aquí en Kyiv, la capital de Ucrania, por su especialidad en desmentir noticias desinformativas”, y que “ha reportado algunas de las más grandes falsedades en historias durante la guerra” en Ucrania. También en 2017, la revista “Político” declare que “los miembros del equipo de escuela periodística detrás de StopFake han emergido como ‘los grandes magos’ del ‘mundo que desmiente noticias falsas’”. Y también Freedom House la describió como “El estándar dorado” en dejar expuestas noticias falsas, diciendo que “su obra se ha convertido en un modelo para otros países en Europa Central y Oriental”. 

### Después de laInvasión rusa a Ucraniadel 2022
Durante la invasion rusa en gran escala a Ucrania de principios de 2022, StopFake recibió especial atención en su papel de combate a la desinformación . La revista “Fortuna” la describió como “una fuerza vital” para proteger los esfuerzos ucranianos contra la anti-propaganda y la desinformación. En 2022, StopFake se convirtió en uno de los siete medios ucranianos en ser galardonados con el premio “Free Media Pioneer” otorgado por el Instituto Internacional de Prensa, y la Biblioteca del Congreso anunció que archivaría digitalmente el sitio web como un registro de la propaganda desinformativa rusa durante la guerra.